# Priscilla (2023)
Priscilla ist eine Filmbiografie von Sofia Coppola aus dem Jahr 2023 mit Cailee Spaeny als Priscilla Presley und Jacob Elordi als Elvis Presley. Das Drehbuch basiert auf der 1985 veröffentlichten Biografie Elvis and Me von Priscilla Presley und Sandra Harmon, in der Priscilla ihre Erinnerungen an ihre Beziehung zu Elvis festhielt.

## Handlung
Priscilla Beaulieu, einzige Tochter eines hohen Offiziers der US-Army, lernt 1959 in Deutschland im Alter von vierzehn Jahren den zehn Jahre älteren Sänger Elvis Presley kennen. Elvis lädt das Mädchen über die Vermittlung eines vorgesetzten Offiziers zu sich auf eine Party ein. Der Vater duldet widerstrebend den Kontakt zwischen Elvis und seiner Tochter. Als Elvis das Mädchen nach seinem Abschied von der US-Army zu einem Ferienaufenthalt zu sich in die USA einlädt, geben die Eltern schließlich nach. Auch einem dauerhaften Aufenthalt ihrer noch minderjährigen Tochter stimmen sie schließlich zu, unter der Bedingung, dass sie dort in einer katholischen Schule ihren Schulabschluss macht. Elvis und Priscilla schlafen zwar in einem gemeinsamen Bett, Elvis behandelt das Mädchen zärtlich und liebevoll, aber, so versichert er Priscilla „er will noch warten, auf den richtigen Zeitpunkt“. Allerdings – er nimmt allerlei Drogen, die er auch ihr von Anfang an verabreicht. Einmal ist sie daraufhin zwei Tage lang bewusstlos.
In seiner Villa Graceland in Memphis im US-Bundesstaat Tennessee führt sie ein abgeschottetes, einsames Leben. Elvis ist häufig auf Tour und macht erfolgreich Karriere. Von der Existenz des Mädchens im Haushalt von Elvis wissen nur wenige. 1967 heiraten die beiden. Im darauffolgenden Jahr werden sie Eltern ihrer gemeinsamen Tochter Lisa Marie Presley. Elvis verbringt weniger Zeit in seiner Villa, laut der Presse hat er seine Frauenaffären, und sein Verhalten zu Priscilla ändert sich allmählich. Er ist zwar immer noch ein zärtlicher Ehemann, ein stolzer Vater vor der Kamera der Journalisten, aber immer häufiger kommt es zu unkontrollierten Wutausbrüchen gegenüber Priscilla, die er dann wieder bedauert und sich bei ihr entschuldigt. 1972 trennt sich das Paar, 1973 erfolgt die Scheidung.

## Besetzung und Synchronisation
Die deutschsprachige Synchronisation übernahm die Cinephon. Dialogregie führte Sarah Riedel, die auch das Dialogbuch schrieb.
| Rolle                        | Darsteller              | Synchronsprecher    |
| ---------------------------- | ----------------------- | ------------------- |
| Priscilla                    | Cailee Spaeny           | Friedel Morgenstern |
| Elvis                        | Jacob Elordi            | Amadeus Strobl      |
| Alan 'Hog Ears'              | Rodrigo Fernandez-Stoll | Daniel Johannes     |
| Ann Beaulieu                 | Dagmara Dominczyk       | Madeleine Stolze    |
| Becky                        | Josette Halpert         | Sarah Riedel        |
| Captain Beaulieu             | Ari Cohen               | Dirk Bublies        |
| Carol West                   | Deanna Jarvis           | Julia Vieregge      |
| Charlie                      | Matthew Shaw            | David Brizzi        |
| Dee                          | Stephanie Moore         | Susanne Szell       |
| Grandma 'Dodger'             | Lynne Griffin           | Marianne Groß       |
| Jerry Schilling              | Dan Abramovici          | Jeremias Koschorz   |
| Joe                          | Dan Beirne              | Alex Friedland      |
| Lisa Marie Presley (3 Jahre) | Raine Monroe Boland     | Elsa Bühler         |
| Lisa Marie Presley (5 Jahre) | Emily Mitchell          | Elsa Bühler         |
| Mike Stone                   | Evan Annisette          | Jan-Marten Block    |
| Patsy                        | Jorja Cadence           | Patrizia Carlucci   |
| Red West                     | Tim Dowler-Coltman      | Thaddäus Meilinger  |
| Terry West                   | Luke Humphrey           | Leonhard Mahlich    |
| Vernon Presley               | Tim Post                | Matthias Klages     |

## Produktion und Hintergrund

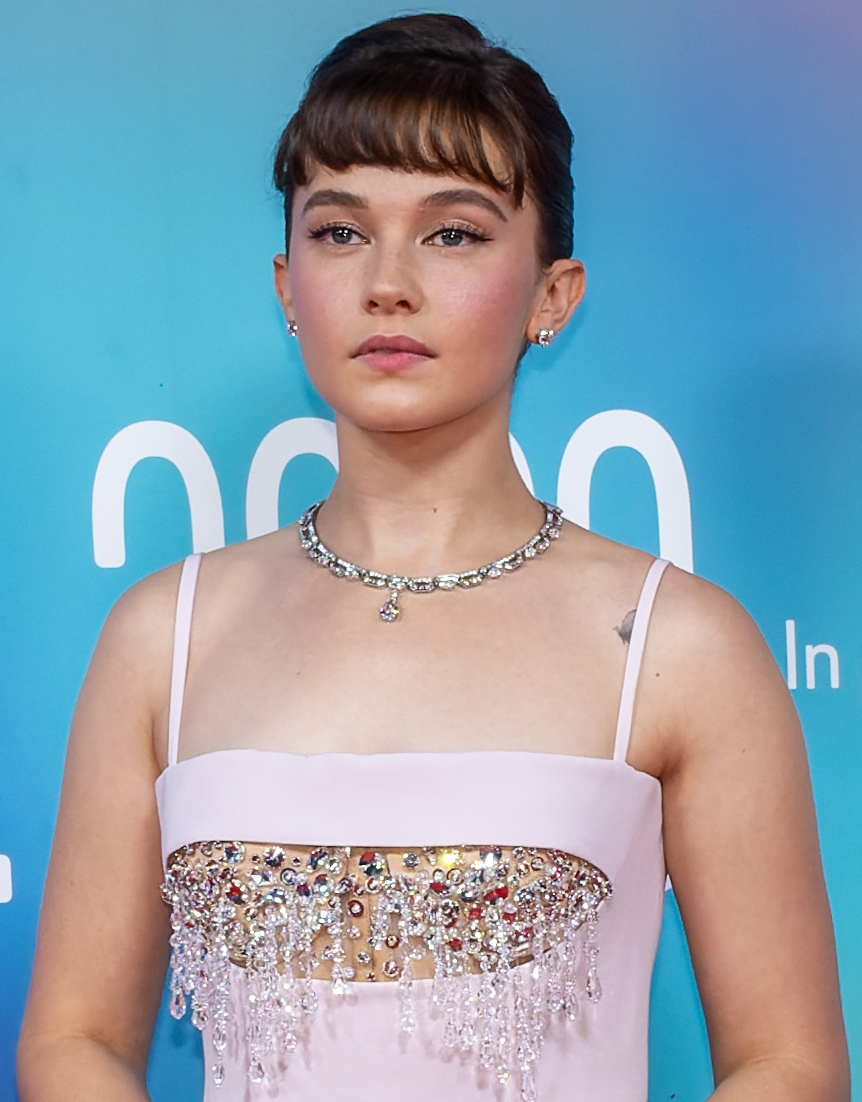
Cailee Spaeny spielt in der Titelrolle Priscilla Presley

Die Dreharbeiten fanden im Oktober 2022 in Toronto, Kanada statt und dauerten bis Dezember 2022. Produziert wurde der Film von American Zoetrope und der italienischen The Apartment Pictures, einem Tochterunternehmen der Fremantle Gruppe. Als Produzenten fungierten Sofia Coppola, Youree Henley und Lorenzo Mieli. Die Kamera führte Philippe Le Sourd, die Montage verantwortete Sarah Flack. Das Kostümbild gestaltete Stacey Battat und das Szenenbild Tamara Deverell.
Die deutschsprachige Übersetzung von Friedrich A. Hofschuster zur Biografie Elvis and Me erschien 1986 bei Bastei Lübbe unter dem Titel Elvis und ich. Die Frau des legendären Stars erzählt. 2022 veröffentlichte Baz Luhrmann die Filmbiografie Elvis über Elvis Presley.
Die Musik steuerte die französische Indie-Pop-Band Phoenix bei. Anfang November 2023 wurde von Loyauté das im Film verwendete und von dem Experimental-Duo Sons of Raphael, bestehend aus Loral und Ronnel Raphael, geschriebene Instrumentalstück My Elixir als Download veröffentlicht. Das Soundtrack-Album mit insgesamt 17 Musikstücken, darunter My Elixir, aber auch Songs von den Ramones, Frankie Avalon und The Righteous Brothers, wurde am 3. November 2023 von ABKCO Records als Download veröffentlicht.

## Veröffentlichung
Premiere war am 4. September 2023 im Rahmen der Internationalen Filmfestspiele von Venedig, wo der Film in den Wettbewerb um den Goldenen Löwen eingeladen wurde. Beim Zurich Film Festival erfolgte eine Vorstellung als Gala Premiere am 29. September 2023. Am 6. Oktober 2023 wurde die Produktion am Filmfest Hamburg präsentiert. Die Österreich-Premiere ist für den 23. Oktober 2023 im Gartenbaukino im Rahmen der Viennale vorgesehen.
Für das 61. New York Film Festival im Oktober 2023 wurde der Film als Centerpiece ausgewählt. In Italien soll der Film bei Sky veröffentlicht werden, in den USA kam das Biopic im Vertrieb von A24 am 3. November 2023 in die Kinos. In Deutschland war der Kinostart am 4. Januar 2024. Auf DVD und Blu-ray wurde der Film am 11. April 2024 veröffentlicht.

## Rezeption
Michael Gasch bewertete den Film auf cineman.ch mit 4,5 von 5 Sternen. Die Produktion sei ein absolut sehenswertes Filmportrait und beweise durchgehend Fingerspitzengefühl bei dieser letztendlich tragischen Story. Der Film sei sogar noch besser als Luhrmanns Elvis.
Roland Meier dagegen bezeichnete den Film auf outnow.ch als „Schmachtfetzen“ und „Fussnote zu Baz Luhrmanns Elvis“ und vergab vier von sechs Sternen. Der Film biete erstaunlich wenig Rock ’n’ Roll und stattdessen ganz viel Sehnsucht nach was Besserem. Priscilla Presley sei so etwas wie eine weitere Kopie der klassischen Heldinnen aus früheren Sofia-Coppola-Filmen. Immer seien sie eine Art Gefangene, die ihrem Schicksal harren. Diesmal sei Graceland der goldene Käfig.
Daniel Kothenschulte meinte in der Frankfurter Rundschau, dass der Film die schmucklose Form mancher Reality-TV-Formate habe, die ihren psychologischen Realismus dem Rhythmus plätschernder Fernsehunterhaltung unterordnen. Allein Coppolas Name scheint dieses verschenkte Thema in den Wettbewerb um den Goldenen Löwen gebracht zu haben.
Eileen Melzer lobte die Produktion auf kino.de als visuell fesselnden Film. Das Setdesign sei ästhetisch ansprechend, jedes Bild erzähle eine Geschichte, auch ohne große Action oder komplexe Dialoge. Cailee Spaenys verkörpere Priscilla mit viel Verletzlichkeit und Sympathie und stelle erfolgreich deren inneren Wandel dar. Das Kostüm- und Maskenbild trage zu der Visualisierung von Priscillas Entwicklung positiv bei. Die Ungleichgewichte in der Beziehung zwischen Elvis und Priscilla wurden effektiv, teilweise regelrecht erschreckend dargestellt.
Peter Gutting vergab auf film-rezensionen.de sieben von zehn Punkten. Teilweise verstörend, aber immer solidarisch mit ihrer Heldin lasse Sofia Coppola die 14 Jahre Revue passieren, in denen Priscilla Presley die Geliebte und Ehefrau des „King of Rock ’n’ Roll“ war. Elvis werde hier zur überraschend traditionalistischen Nebenfigur.

## Auszeichnungen und Nominierungen
Alliance of Women Film Journalists Awards 2024
- Nominierung als Beste Nachwuchsdarstellerin (Cailee Spaeny)[26]

Artios Awards 2024
- Nominierung für das Beste Casting in einem Independent-Filmdrama (Nicole Daniels, Courtney Bright, John Buchan & Jason Knight)[27]

Chicago Film Critics Association Awards 2023
- Nominierung für die Besten Kostüme (Stacey Battat)

Critics’ Choice Movie Awards 2024
- Nominierung für das Beste Make-up und die besten Frisuren

Golden Globe Awards 2024
- Nominierung in der Kategorie Beste Hauptdarstellerin – Drama (Cailee Spaeny)

Gotham Awards 2023
- Nominierung als Beste Hauptrolle (Cailee Spaeny)

Internationale Filmfestspiele von Venedig 2023
- Coppa Volpi – Beste Darstellerin (Cailee Spaeny)
- Nominierung für den Wettbewerb um den Goldenen Löwen

London Critics’ Circle Film Awards 2024
- Nominierung als Beste Nachwuchsdarstellerin (Cailee Spaeny)[28]

People’s Choice Awards 2024
- Nominierung als Bester Darsteller in einem Filmdrama (Jacob Elordi)[29]

Satellite Awards 2023
- Nominierung in der Kategorie Beste Hauptdarstellerin (Cailee Spaeny)[30]